# Prata Sannita
Prata Sannita è un comune italiano di 1 328 abitanti della provincia di Caserta in Campania.

## Geografia fisica
Prata Sannita è un paesino collinare situato a 333 m s.l.m., nella Media Valle del Volturno, in provincia di Caserta.
È situato sul versante meridionale del Matese, alle falde della rava del Monte Favaracchi (m.1219).
Il comune presenta due nuclei abitativi di differente origine: la medievale Prata Inferiore, con il Borgo fortificato e l'imponente castello, e la più recente Prata superiore, costruita su un pianoro in posizione dominante rispetto alla pianura.

## Origini del nome
Dal toponimo, appare evidente l'origine latina. Si potrebbe quindi trattare dei "prata legionum", i campi delle legioni romane e rimanderebbe alle guerre sannitiche fra il IV e il III secolo a.C e al successivo presidio armato.
La citazione di questo toponimo (cui nel 1862 si aggiunse l'aggettivo "Sannita" per distinguerlo da quello di Prata di Principato Ultra) appare per la prima volta nel 958 nel “Chronicon”, documento ritrovato nel monastero di San Vincenzo al Volturno.

## Storia

### Epoca Preistorica
Il territorio pratese ha da sempre favorito l'insediamento umano, come dimostrano gli antichi strumenti in pietra scheggiata ritrovati e studiati dai volontari del Gruppo Archeologico locale in Località Pantani Fragneto, poco distante dai ruderi dell'antico Monastero di Sant'Agostino. Questi utensili usati per la caccia e per la concia delle pelli, coprono un ampio arco di tempo che parte dal Paleolitico medio (circa 70.000 anni) e si protrae in forma più sporadica al tardo Neolitico. I primi abitanti del Paleolitico Medio, uomo di Neanderthal, e successivamente quelli vissuti durante il Paleolitico superiore ed il Neolitico Homo sapiens, hanno occupato questi terrazzamenti vicino al Fiume Lete in condizioni climatiche molto diverse da quelle attuali e si sono ben adattati perché all'epoca l'acqua e gli animali da cacciare dovevano essere abbondanti.

### Epoca dei Sanniti e dei Romani
In questo territorio si stabilirono anche i Sanniti, dei quali rimane come testimonianza una muraglia megalitica presumibilmente adibita a piccolo tempio, tuttora visibile denominata Muro delle Fate, posta in posizione dominante rispetto alla pianura sottostante in località Cerasa. Il sito era ideale, in quanto posto lungo l'asse viario che permetteva di raggiungere importanti città sannitiche, quali Boiano e Isernia. Dopo le guerre sannitiche, anche Prata subì gli influssi della dominazione romana, come dimostrano i ritrovamenti da parte dei volontari del Gruppo Archeologico Prata Sannita di abbondanti materiali ceramici e strutture muarie pertinenti a ville rustiche databili, vere e proprie fattorie attrezzate di tutto, la cui costruzione va inquadrata in un arco di tempo tra il II secolo a.C. e il III secolo d.C. A testimoniare maggiormente l'influsso della dominazione romana hanno contribuito il ritrovamento di reperti recuperati in occasione della costruzione della strada Pere Socillo in località Acquaro dove sono emersi i resti di un fabbricato con frantoio e il ritrovamento in località "Le Starze" di resti di una costruzione con pavimentazioni in mosaico bianco e motivi lineari neri durante i lavori di scavo per la metanizzazione. Già zona periferica ricadente nel perimetro della città di Allifae (Alife) nel periodo tardo romano a partire dal V secolo la zona si andò lentamente spopolando e durante i secoli successivi (secoli VIII e IX) subì le scorribande ed i saccheggi da parte dei Saraceni che ne distrussero gli antichi abitati. Successivamente a partire dal secolo X l'influenza e la protezione dei Territori da parte dei vicini Monasteri di Montecassino e di San Vincenzo al Volturno ne favorirono il ripopolamento e la rinascita delle attività agricole e di allevamento.
La Tabula Peutingeriana non riporta alcuna indicazione di Prata sulla strada che corre fra Adlefas/Allifae e Esernie/Aesernia. Gli unici toponimi intermedi presenti sono quelli di "Ebutiana" (Ailano?) a sud e Cluturno (Monteroduni?) a nord. Ciò potrebbe essere spiegato, almeno in parte, col fatto che spesso sono riportate solo le cosiddette "stationes positae" (stazioni di posta) per il cambio dei cavalli distanziate fra di loro da circa 8 o 10 miglia. Prata risulterebbe così un punto intermedio fra i due riportati.

### Epoca Medievale

#### Longobardi e Normanni (VI - XII secolo)
Nel 570 circa alcune famiglie longobarde si stabilirono in località “Fara” e da lì partirono per effettuare scorribande anche contro l'abbazia di Montecassino. Fonti storiche danno per certa l'esistenza di Prata sin dal 600 d.C. Tra il IX e il X secolo d.C. i Saraceni effettuarono numerose scorrerie in questa zona, perciò gli abitanti dell'antico centro "Prata Piana" cominciarono a rifugiarsi in un posto più protetto per edificare, sul colle che domina il fiume Lete, un poderoso castello e il borgo fortificato (X-XI secolo), dando origine a Prata Inferiore. A partire dall'anno Mille, Prata acquista sempre più importanza militare e politica. Prima è parte della contea di Alife con proprio baroni quali Arnaldo, Ugone, Rainone, quindi acquisisce autonomia con Simone e Giordano di Rainulfo in un cui atto del 1197 Prata è definita civitate e non semplice castrum. Sotto i Normanni, si unifica con la Baronia di Boiano e raggiunge la massima espansione nel XVI secolo quando contava 1 700 abitanti.

#### Dominio dei Pandone (XIV secolo)
Nel 1334 i Pandone diventarono i signori di Prata e l'amministrarono per circa 200 anni. Francesco, nominato conte di Venafro nel 1443, amministró la baronia sino al 1457. A lui successe il nipote Scipione (figlio del suo primogenito Carlo, morto prematuramente), che governó sino al 1492, quando gli successe il figlio Carlo, che morí 6 anni dopo nel 1498. Enrico (figlio di Carlo) aveva solo 4 anni quando successe al padre, pertanto fu la madre Ippolita d'Aragona ad amministrare i possedimenti concessi da re Alfonso d'Aragona, tra cui la contea di Venafro e la baronia di Prata, sino alla sua maggiore età. Dopo la morte di Enrico nel 1531, il castello passò nelle mani di diverse famiglie ed ebbe inizio la lenta decadenza del luogo. Il centro nuovo dista 500 metri dal Borgo Medievale e domina la vallata sottostante. Questo iniziò a svilupparsi intorno alla fine del Cinquecento, nella zona detta “Pagliara” dove i contadini abitavano in capanne di paglia e si dedicavano al lavoro dei campi. Nel corso dei secoli questo originario nucleo abitativo si estese sempre di più fino ad inglobare strutture importanti di epoche precedenti come la Chiesa di San Pancrazio e il Convento di San Francesco voluto da Scipione Pandone (ivi seppellitto su sua richiesta) e inaugurato nel 1480.

### Epoca moderna

#### L'Ottocento e il brigantaggio
Il territorio venne interessato dal fenomeno del brigantaggio, in special modo nel corso della primavera e dell'estate del 1861, quando fu continuamente percorso da bande brigantesche. In quest'anno, infatti, la cittadina partecipò al moto rivoluzionario contro i Piemontesi, appoggiano apertamente il movimento rivoluzionario filo-borbonico, ed i suoi abitanti, accogliendo l'invito del re Francesco II, andarono ad ingrossare le file dei briganti.

### Il Novecento
Ai primi del Novecento l'Amministrazione Provinciale di Caserta concesse alla società elettrica della Campania la derivazione delle acque del fiume Lete prima dell'immissione nelle grotte di Cavuto e una parte di terreno in contrada Rava, fino al mulino, al fine di poter costruire in Prata una centrale idroelettrica, ivi comprese le abitazioni dei dipendenti, oltre che le strade di accesso.
Per realizzare quest'opera di alta ingegneria, agli inizi del 1907, la Società Meridionale di Elettricità con sede in Napoli, costruì, al di sopra della Grotta di Cavuto una diga di sbarramento del fiume Lete, alta trenta metri e del tipo a gravità, realizzando così a Letino il lago che serviva come bacino idroelettrico. Queste acque del lago furono convogliate in una tubatura in ferro posta all'interno di una galleria, ottenuta perforando la parte rocciosa, della lunghezza di circa 900 metri, che sbucava sul versante di Prata Sannita e, da questo punto, continuava la condotta forzata lungo la costa della montagna. Tutta la lunghezza della condotta era di circa 1800 metri e l'acqua in essa convogliata scendendo dall'alto azionava le turbine della centrale costruita più a valle e contenente i relativi macchinari (turbine, alternatori, trasformatori e apparecchiature varie).
La centrale idroelettrica, chiamata anche Officina Lete o Centrale Lete, fu inaugurata nel 1910. La stessa rimase in funzione fino al 31 ottobre 1943, data in cui fu fatta saltare in aria dalle truppe tedesche, che battevano in ritirata di fronte agli attacchi delle truppe alleate.
Un'altra centrale fu costruita tra il 1946 e il 1947 e ubicata, questa volta, alle falde della montagna, e operativa fino al 1969, in quanto le acque del Lago di Letino furono versate attraverso una condotta forzata nel lago artificiale di Gallo Matese per alimentare la centrale idroelettrica di Capriati a Volturno, ma sono sfruttate anche per il funzionamento della centralina di Gallo Matese. Questo maestoso impianto, frutto della tecnica e del progresso degli anni cinquanta, è stato, fino a che funzionante, il fiore all'occhiello per Prata in quanto era una delle poche centrali che forniva una notevole quantità di energia, anche oltre i confini dell'Italia e, attraverso la SETAC, forniva energia al paese. Molti degli operai che vi lavoravano risiedevano negli alloggi costruiti presso la centrale stessa e alcuni di essi si stabilirono a Prata mettendo su famiglia; a Prata ci sono solo i ruderi delle due vecchie centrali e, ben visibile, la condotta vuota che scende giù dalla montagna.

### La Seconda Guerra Mondiale
Con la seconda guerra mondiale, Prata ospitò un notevole numero di truppe, sia alleate che tedesche. Fino alla data dell'armistizio di Cassibile, reparti di truppe italiane presidiarono la centrale elettrica, l'entrata della galleria della SME che porta a Letino e il castello medievale. Nel palazzo Cameretti era alloggiato il comando militare. Dopo l'armistizio, i reparti italiani disertarono e abbandonarono tutto; a partire dal 15 settembre 1943 il paese fu continuamente preda di razzie da parte delle truppe di occupazione tedesche. Il 24 ottobre 1943 venne distrutta la centrale elettrica sita in località Rava secca sul fiume Lete, da parte dei guastatori dell'esercito mentre molte persone che si erano rifugiate nei sotterranei del Convento di San Francesco furono scoperte dai tedeschi, deportate in località Piana e minacciate di fucilazione. L'intervento dell'aviazione americana, che sottopose la zona ad un furioso bombardamento, salvò la vita di questi uomini. Il 31 ottobre gli americani entrarono in Prata Inferiore mentre la notte successiva veniva occupato il centro del paese.

## Monumenti e luoghi d'interesse
Il territorio di Prata Sannita è inserito all'interno del parco nazionale del Matese, istituito il 1º settembre 1993 come parco regionale e dal 2025 parco nazionale. Il massiccio del Matese, in cui insiste il parco, fa da confine naturale tra la Campania e il Molise: comprende, infatti, le province di Caserta, Benevento e Isernia.

### Borgo medievale

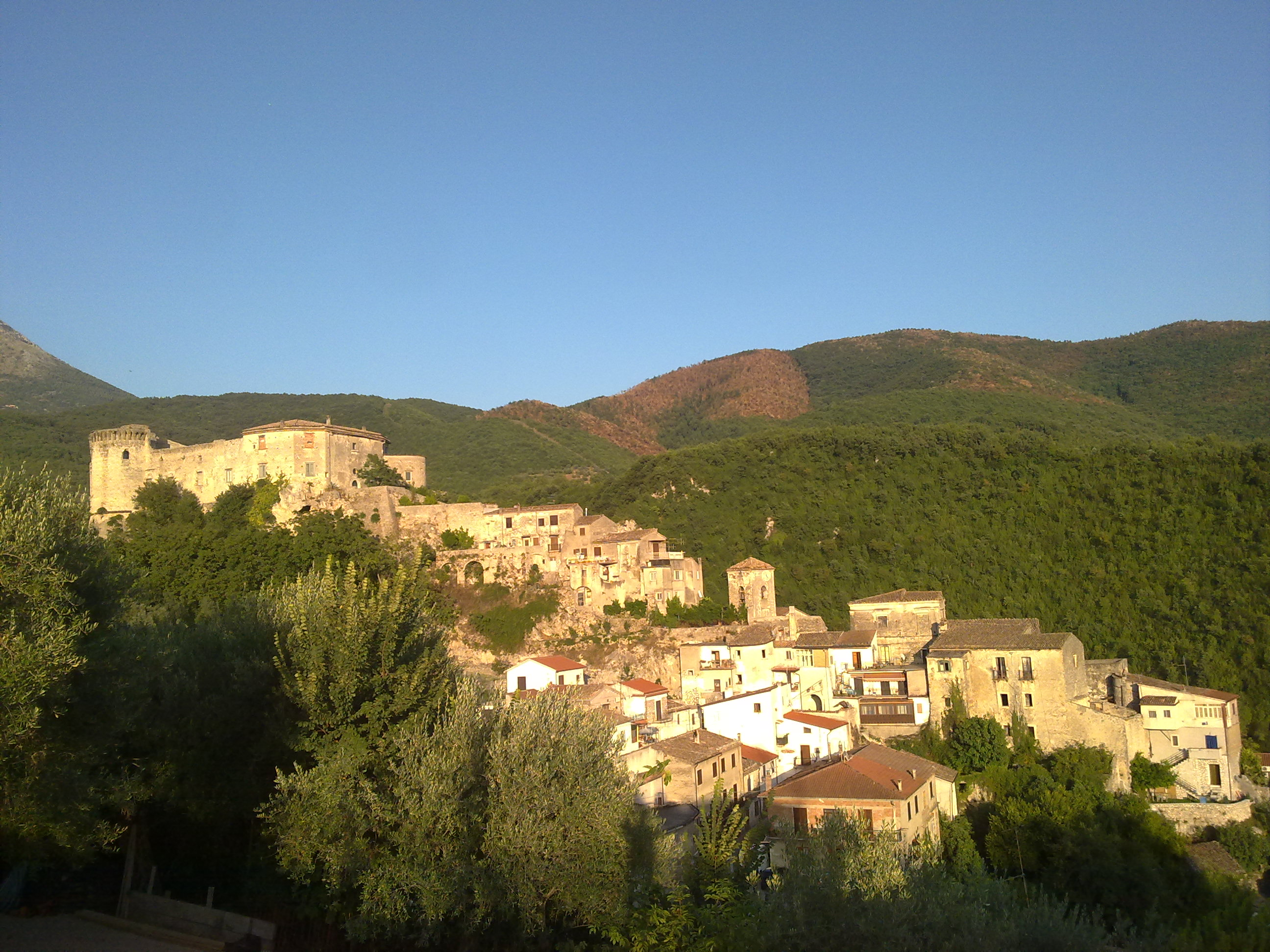
Il borgo con il castello Pandone

Il borgo medievale è arroccato intorno al castello e poggia su un costone di roccia che si affaccia a dominare la valle dove scorre il fiume Lete; è circondato da mura con torri che hanno sfidato il tempo giungendo a noi quasi intatte, soprattutto nel lato est, verso il fiume Lete.
Le più antiche notizie storiche risalgono a prima dell'anno 1000, ma l'abitato raggiunse la massima estensione nel 1500. Infatti, poco prima dell'anno Mille, durante l'epoca longobarda, a seguito della distruzione di Prata Piana da parte dei Saraceni, nell'anno 863 gli abitanti superstiti decisero di stabilirsi in un rifugio più sicuro e difendibile. Lungo le stradine, strette e tortuose, con gradini scavati nella roccia che permettono di percorrere il Borgo a piedi in lungo e in largo, le abitazioni crebbero addossate le une alle altre, per assecondare la conformazione del suolo e per rispondere ad una precisa esigenza: quella di adottare una miglior difesa e contenere gli spazi nella cinta muraria. Esse furono costruite ad un piano o su due e in pietra locale. Tra le case basse e piccole, alcune scavate nella roccia, spiccano case più alte, “case torri”, simbolo della potenza delle famiglie più ricche.
Il borgo era controllato tutt'intorno da castelli e torri di avvistamento dei paesi vicini e l'intero complesso è tuttora racchiuso nella cinta muraria, la prima di epoca longobarda, intervallata da torri cilindriche, e in essa si aprono le quattro porte di accesso all'abitato: “Le Portelle”, che parte dal castello ed immette nel cuore del Borgo dove è ubicata la Chiesa di Santa Maria delle Grazie, sulla cui facciata si osserva un portale di stile gotico realizzato in pietra locale e sormontato da un rosone romanico. All'interno della Chiesa è ammirabile un fonte battesimale in pietra scolpita. È costituita da una sola navata. Le altre porte di accesso al borgo sono: “Porta Santi Ianni”; “Porta di Lete”, che giunge alle pendici del costone di roccia e conduce lungo il letto del fiume Lete; “Porta di Rotta Cupa”.
Il borgo si collegava, un tempo, ai paesi vicini attraverso il ponte sul fiume Lete, di epoca romana, costruito nella tipica forma a “schiena d'asino” e rimasto praticamente intatto.

### Ponte medievale
Situato all'esterno delle mura di cinta del borgo vi è un ponte medievale, tuttora ben conservato ed accessibile, attraverso il quale in tempi antichi si raggiungevano i paesi limitrofi. Esso sovrasta il fiume Lete e fu costruito sopra un antico ponte romano. Il ponte è ad unica arcato con la caratteristica forma a "schiena d'asino", costruito molto probabilmente su un più antico ponte romano, ed è percorso da un sentiero pedonale costituito da pietre non squadrate per una lunghezza di circa 18 metri.

### Castello Pandone

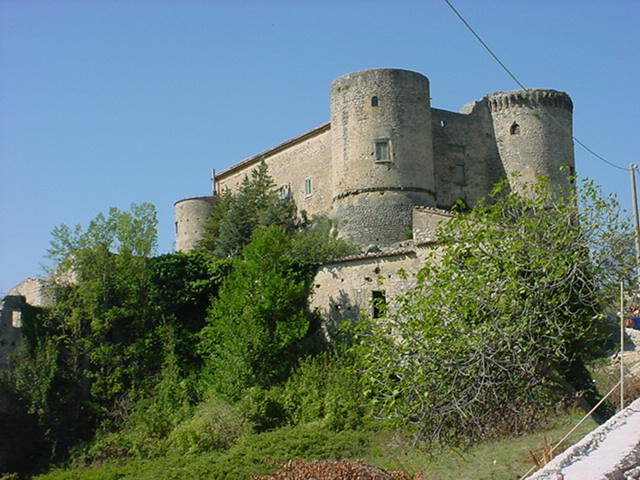
Castello di Prata Sannita.

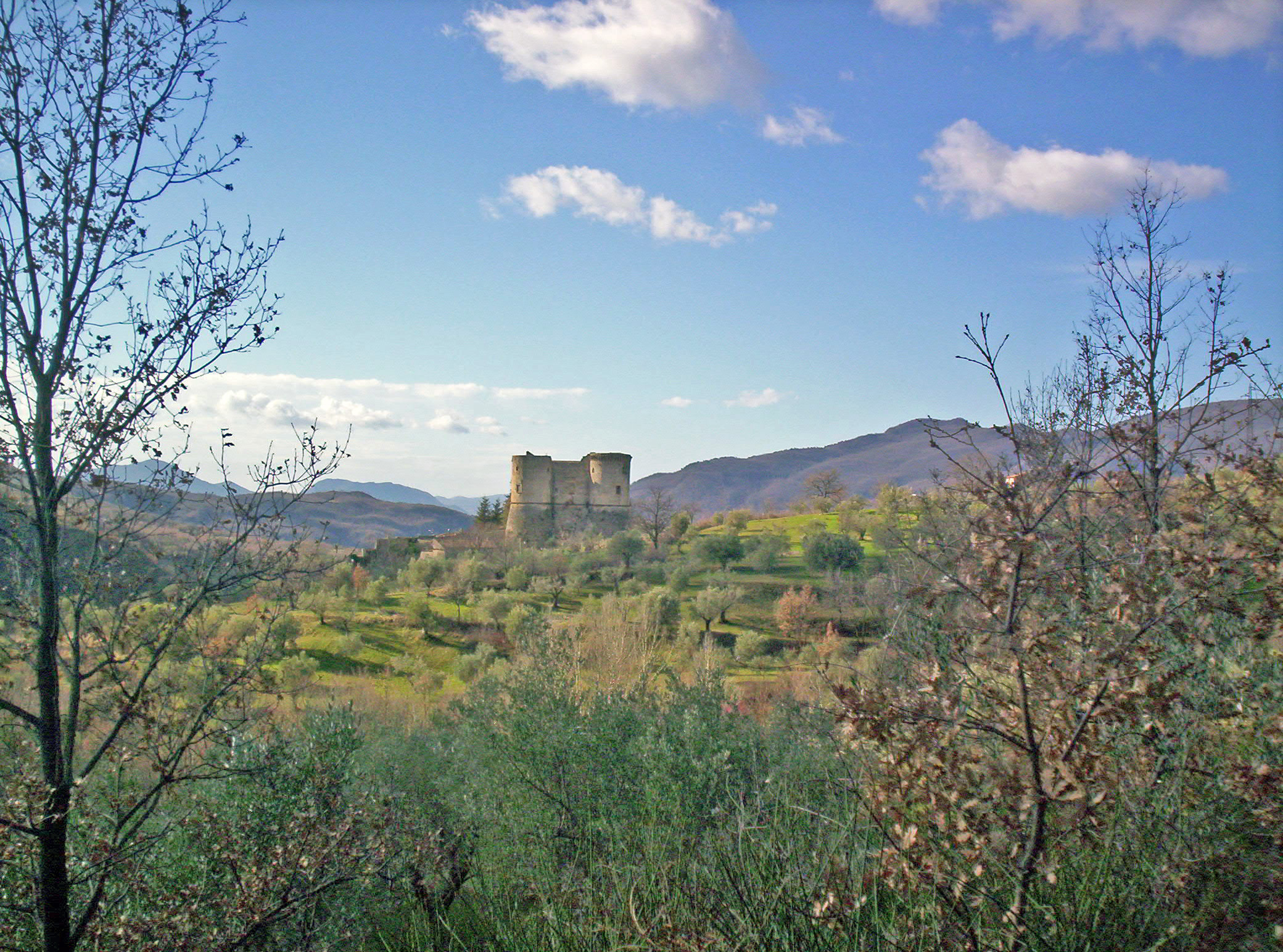
Vista del castello dalla strada comunale che porta alla ex centrale idroelettrica

Il primitivo impianto del complesso monumentale risale all'anno Mille; di questa costruzione non se ne trova alcuna traccia: l'aspetto attuale del castello è quello trecentesco, tipico dell'architettura angioina.
Nel corso del IX secolo nacque il borgo come vero e proprio agglomerato fortificato: a causa delle continue invasioni, infatti, la popolazione si trasferì su un'altura difficilmente accessibile. Al fine di rendere ancora più sicura la difesa del borgo, vennero costruite le torri e la cinta muraria e, nello stesso tempo, i signori longobardi costruirono il primo nucleo del castello che venne ampliato, fortificato e ristrutturato nel secolo XIV, sotto la dinastia dei conti Pandone.
Le famiglie che si sono succedute nel possesso del castello e della Baronia e che hanno dato lustro a alla terra di Prata furono i Villacoublay, i Capuano, i Sanframondo e i Pandone. Nel 1500 il feudo passa alla famiglia Rota e nel 1600 alla famiglia Invitti che lo detennero fino al XIX secolo per poi giungere fino alla Famiglia Scuncio che lo detiene da oltre centocinquanta anni. Dall'aspetto, maestoso e solenne, traspare l'architettura militare angioina con le sue quattro torri cilindriche che superbamente si elevano al cielo: da esse, dalla mole dell'edificio dai cui spalti si domina buona parte della Media Valle del Volturno, e dalla struttura solidamente fortificata, si può dedurre che il castello ha avuto un ruolo militare strategico, soprattutto dal punto di vista difensivo. Nel corso degli anni il Castello subì numerose trasformazioni ma, quando venne meno la funzione difensiva, nel castello si istituì una scuola che insegnava le buone maniere, la cortesia, il nuovo concetto dell'amore. Ciò per uniformarsi alle nuove concezioni sorte in Francia, diffusesi gradatamente in tutta Europa e, di conseguenza, in Italia.
Divenuto centro culturale importante, vi affluirono numerosi giovani appartenenti alle più nobili famiglie.
Il castello fu visitato dall'imperatore Federico II di Svevia e insieme a lui raggiunsero il maniero i Templari, i cavalieri del Santo Sepolcro e i cavalieri teutonici. È solo uno degli episodi che la millenaria storia del castello può suggerire a chi lo visita. Nelle segrete, incisioni sulla pietra di croci e simboli, testimoniano che il racconto non è leggenda. Vi soggiornò anche Alfonso I d'Aragona. Per accedere al castello bisogna attraversare il portone posto dopo l'ingresso del Borgo in via Portelle e le rampe di accesso in pietra con ampie gradinate e tornanti che terminano con una spianata dalla quale si domina buona parte del Borgo. Lo schema planimetrico ricalca quello primitivo di forma rettangolare e si articola intorno ad un cortile; le stanze abitate sono distribuite su tre piani mentre il piano terreno ospitava anticamente i locali della servitù e alcuni depositi mentre il vano delle cantine è preceduto dalla stanza della prigione che è posta alla base della “Torre piccola”.
Il primo piano, adibito ad abitazione dai proprietari, reca più evidenti i segni degli interventi di modifica realizzati nel tempo, come rivelano alcune incongruenze negli attacchi alle murature. I due ampi vani, posti sotto il cortile e privi totalmente di copertura, mostrano gli accorgimenti difensivi predisposti al momento della costruzione del castello: il cammino di ronda che collegava le due torri maggiori, le tracce del tetto che correva internamente alle mura stesse, la scala interna alla torre Nord, sostituita da una scala a vista di cui rimangono tracce ben visibili.
Tuttora sulle pareti di una delle torri adibita a prigione si possono vedere dei graffiti che raffigurano il sole, fiori, uccelli ecc. incisi nei momenti di disperazione e sconforto dai condannati ivi rinchiusi.
Al suo interno troviamo:
- Museo storico della 1ª e 2ª Guerra Mondiale
- Museo della civiltà contadina e dell'artigianato
- Museo del vasaio

### Convento di San Francesco
Il convento è stato costruito a partire dal 1460 e consacrato nel 1480 per volere dei conti Pandone, potente e longeva dinastia che ha retto la Baronia di Prata per oltre 100 anni.
Il fabbricato è imponente ed è composto di diversi ambienti (refettorio, cucina, dormitori, cantine etc.) su un'area di circa 9000 m².
Lo stile è romanico, conservato nelle principali strutture architettoniche dell'edificio, che, tuttavia, presenta anche elementi tipici barocchi.
Il piazzale antistante il Convento è asfaltato e, oltre ad essere ben tenuto, è caratterizzato da alberi sempreverdi e due ulivi centenari.
Ci sono due ingressi: uno da via Cantone, l'altro salendo una scalinata da via S. Sebastiano. Qui c'è, al lato, un'antica edicola con la Vergine Addolorata, sovrastata da un mosaico raffigurante lo stemma dei Servi di Maria, l'ordine monastico che custodisce il Convento dal 1906.
Dal piazzale si accede alla Chiesa attraverso un atrio, con volta a crociera, delimitato esternamente da un arco a tutto sesto. La porta d'ingresso è sormontata da un mosaico di ceramica raffigurante San Francesco e San Domenico.
La Chiesa si presenta a croce latina con una sola navata (una posta sul lato sinistro è stata abbattuta nel Settecento) mentre il transetto è coperto da tre cupole; gli ambienti si sviluppano intorno ad un chiostro coperto da volte a botte e a crociera sorrette da un robusto colonnato formato da capitelli riccamente scolpiti.
La struttura ha subito notevoli cambiamenti a partire dal 1700 quando fu innalzata la navata e le pareti furono decorate con nicchie e stucchi tuttora presenti.
In un armadio posto a destra del transetto, sono collocate le mummie di tre membri della famiglia Pandone.
All'ingresso della Chiesa sono presenti due affreschi recuperati dai soci del G.A.P.S (Gruppo Archeologico di Prata Sannita) sotto la guida della Sovrintendenza dei Beni Culturali, databili tra la fine del Cinquecento e la metà del Seicento raffiguranti San Francesco, tre sante martiri ed una Annunciazione.
Bisogna ammirare anche quello che si trova nel refettorio raffigurante "L'Ultima Cena", nel quale si distinguono nitidamente, oltre a Gesù, Giuda e San Giovanni, attribuibile alla scuola napoletana del Settecento.
Sul lato destro della navata, nascosto dal quadro della Madonna di Pompei, è visibile la traccia di un antico affresco, così com'è comparsa una piccola immagine di San Francesco nell'atto di ricevere le stimmate al termine della navata.
Si può notare, inoltre, un crocifisso ligneo, realizzato dagli artigiani di Val Gardena e offerto dai Pratesi nel 1988; ai piedi della Croce troviamo una bella e antica statua della Madonna Addolorata, o delle Sette Spade, che viene venerata durante il mese di settembre, secondo la regola dei monaci Serviti.

### Chiesa parrocchiale di San Pancrazio
Nella piazza centrale del paese, dedicata a S. Pancrazio, il ragazzo martirizzato per la fede nel 304 d.C. nella città di Roma, si trova l'omonima Chiesa parrocchiale edificata nella contrada “Pagliara” poco dopo il secolo XV.
Della Chiesa si ha notizia intorno al XVII secolo, anche se si ha menzione di un'antica chiesa detta S.Pancrazio vecchio costruita a circa 1000 piedi da questa nell'anno 744 d.C.
Gli interventi di ristrutturazione iniziarono nel 1713 con la costruzione del campanile e continuarono nel 1750 con l'innalzamento della navata e la costruzione del transetto con cupola centrale; nel 1756 la navata fu arricchita di stucchi, ancora oggi conservati, mentre nel 1779 fu ordinata e messa in opera la pavimentazione in maiolica napoletana, opera del maestro Giovanni Nasta di Napoli.
Seriamente danneggiata dagli eventi sismici degli anni ottanta, la Chiesa è stata sottoposta ad un notevole intervento di ristrutturazione e i lavori sono riusciti a riportare la Chiesa all'antico splendore.
Il culto di San Pancrazio in Prata Sannita è antichissimo e questa è l'unica Chiesa del circondario dedicata al Santo.
La facciata ha uno sviluppo considerevole in verticale: il portale d'accesso, in pietra lavorata, reca in alto un'edicola con ai lati due soli sfolgoranti, probabili simboli dei Cavalieri Templari, custodi del Santo Sepolcro.
Più in alto si intravedono i segni di una meridiana successivamente abolita e un rosone in tufo nero costruito durante i lavori di ristrutturazione che hanno interessato l'edificio.
Sono presenti numerosi materiali riutilizzati, molto più antichi della Chiesa stessa, come il portale laterale raffigurante Cristo e arricchito con motivi geometrici e floreali, in stile longobardo, e tre teste di leone poste nella parte superiore della facciata.
Sul lato destro si trova un antico Crocifisso in ferro su una base in pietra.
La Chiesa è a croce latina: il calpestio, prolungato nel tempo, aveva consumato completamente intere zone della pavimentazione originaria rendendo quasi impossibile la lettura dei disegni e delle decorazioni.
Il Gruppo Archeologico di Prata Sannita, con il consenso della Soprintendenza ai Beni Architettonici, Artistici, Ambientali e Storici di Caserta e sotto la direzione dei restauratori Gianni Sparla e Silvana Franchini ha proceduto al recupero ed al restauro di parte della pavimentazione, grazie ad un lavoro certosino.
Il nuovo pavimento, una vera e propria opera d'arte, è frutto di mesi e mesi di lavoro paziente del ceramista Martinelli Santillo da Prata Sannita il quale ha utilizzato tecniche pressoché identiche a quelle originarie.

### Chiesa Parrocchiale di Santa Maria delle Grazie
La Chiesa di S. Maria delle Grazie è la sede parrocchiale del Borgo medioevale di Prata Sannita ed è posta subito dopo la porta detta di San Giovanni. È costituita da una sola navata e vi si accede da un portale in pietra locale di epoca romanica sormontato da una finestra rotonda circondata da un fregio longobardo in pietra scura.
E presumibile che la chiesa. in virtù del fatto che è posta all'interno delle mura sia stata edificata dopo l'abbattimento della più antica Chiesa di San Giovanni ricordata nel nome della Piazza che precede l'ingresso al Borgo e che doveva esistere ancora nel 1596 poiché nelle “Litterae ad Limina” conservate presso l’Archivio Segreto Vaticano e relative alle chiese appartenenti alla Diocesi di Alife si dice a proposito della Chiese in terra di Prata: "in qua est parochia acc.a sub invocationi S.Joannis Baptista”.
Ma già nel 1611 negli stessi documenti manoscritti è detto: “Oppidum Prata habet… qui inserviunt Parochialis Ecclesia Scte Mariae de Gratiarum”.
All'interno della Chiesa erano conservati alcuni quadri di cui oggi non vi è traccia: un “Battesimo del Redentore”, olio su legno forse della metà del ‘500, un secondo “Battesimo del Redentore”, tempera su legno della fine del 1400 ed un olio su tela raffigurante la Madonna delle Grazie. Vi era ancora un olio su quercia raffigurante la Vergine col Bambino, Santi e personaggi.
Ancora oggi è conservata la statua lignea detta di Santa Maria di Prata, sostituita ad un'altra più antica e distrutta da un Incendio. La devozione dei fedeli la riconosce come immagine miracolosa ed in occasione della ricorrenza della festa gli abitanti del paese di Ailano vengono a renderle omaggio con un pellegrinaggio il giorno dopo la Pentecoste.

### Altri luoghi di culto
- Il Convento di Sant'Agostino: L'edificio sorgeva in una località detta “Prata Piana”, oggi denominata contrada S.Agostino, posta a 500 m. dall'abitato medievale. La denominazione Prata Piana si riferisce, molto probabilmente, ad un agglomerato urbano del periodo altomedievale che ha subito le frequenti incursioni saracene, per questo saccheggiato e distrutto.

Non si hanno notizie certe circa la data della sua fondazione, tuttavia esso era sicuramente operante nel 1310, quando si avevano notizie di Prata già da circa 600 anni, e dipendeva dalla Diocesi di Alife.
A partire dal XIII secolo, dopo la conferma pontificia dell'ordine di S.Agostino, cominciarono a sorgere in tutta Italia i conventi di questa istituzione religiosa e, i più vicini a Prata, furono i Conventi di Venafro e di Boiano. Durante gli anni in cui operò, il Convento fu un importante centro di riferimento per gli abitanti della zona, dato che in epoca medievale il potere ecclesiastico era posto sullo stesso piano di quello del feudatario, costituendo un notevole vantaggio per la popolazione locale, la quale, grazie a questo bilanciamento di forze, riusciva a garantirsi un'evoluzione non traumatica degli eventi. Inoltre, il Convento favoriva gli scambi commerciali, anche se in modo indiretto, poiché nel giorno di Sant'Agostino, il 28 agosto, si svolgeva in loco un'importante e ricca fiera alla quale partecipavano mercanti e visitatori provenienti perfino da Napoli.
Nel 1460 venne edificato il Convento di S. Francesco e per circa 100 anni i due Conventi convissero pacificamente (si ricorda solo una disputa sul diritto alla precedenza nelle processioni); tuttavia, dopo il censimento dei Conventi agostiniani in Italia, il Papa Innocenzo X ordinò la chiusura di quelli con un numero ridotto di monaci in quanto non godevano più dei lasciti che consentissero di non ricorrere alle elemosine.
Il Convento fu considerato non attivo nel 1652 e ne fu ordinata la soppressione. Il degrado delle strutture consentì lo spoglio delle statue e di tutti gli elementi decorativi; inoltre, nel 1708, un forte terremoto fece crollare le strutture ancora in piedi e, successivamente, dopo il secondo conflitto mondiale, si ebbe il saccheggio definitivo da parte della gente locale.
- La Cappella di Santa Croce: Si tratta di una cappella patronale che si trova in via Cantone, nel centro storico di Prata Superiore.

Da un'epigrafe rinvenuta al suo interno, sembrerebbe che essa sia stata costruita nel 1311 per volere di Franco de Franchis, anche se da un manoscritto inedito dell'Ottocento, si evince l'esistenza nel territorio pratese di un'altra Chiesa di S.Croce, della quale, però, si è persa la memoria.
Attualmente è di proprietà della famiglia Cameretti che la possiede dal 1664 come testimonia un manoscritto depositato nell'Archivio Segreto vaticano nel quale sono elencate tutte le chiese e cappelle della diocesi d'Alife:"... Matrix Ecclesia Terrae Pratae. Intra eius habet...Ecclesiam Sctae Crucis cum beneficium de iurepatronatus Familiae Camaretta...".
È sicuramente la più grande di tutte le cappelle patronali, essendo posta su una superficie di circa 109 m², e vi si accede attraverso una scalinata che conduce ad un piccolo spiazzale; un tentativo azzardato di restauro ha stravolto l'originaria architettura, intervenendo in modo inappropriato sulla facciata e sul tetto.
All'interno si conservano ancora le tracce di un interessante affresco trecentesco che raffigura il “Cristo Pantocratore”, racchiuso in un'ogiva e affiancato ai due lati da due Arcangeli, in basso una processione di Santi e Martiri a grandezza naturale. Abbandonata da anni, la cappella doveva essere affrescata anche lungo le sue pareti laterali, ma uno stravolgimento della struttura e le infiltrazioni hanno deteriorato il tutto; lo stesso affresco descritto è ormai quasi del tutto cancellato; la sua originaria bellezza si può solamente inturire attraverso alcuni disegni che riproducono fedelmente i colori e le figure; furono realizzati insieme ai rilievi planimetrici dai soci del Gruppo Archeologico Prata Sannita nel corso del 1982. Allo stato attuale resta in abbandono ed inaccessibile.
- La Cappella della Confraternita di San Sebastiano: Edificata intorno al 1466, a metà strada fra il Borgo Medioevale e Prata Superiore, era conosciuta dai nostri avi come “la Cappelluccia”. Si tratta di una piccola chiesa, ad una sola navata, all'interno della quale è tuttora visibile un affresco del Cinquecento che raffigura San Rocco piegato su una gamba e con ai piedi un cagnolino che trattiene tra i denti un piccolo pezzo di pane.

La presenza dell'affresco raffigurante San Rocco, che insieme a San Sebastiano era conosciuto come il protettore degli appestati, ed il termine “Ospedale” con il quale in alcuni documenti del secolo XVIII veniva definita questa chiesa, rendono verosimile l'idea che questo potesse essere un ricovero per i viandanti i quali, in tempi di ricorrenti epidemie e di peste, venivano albergati fuori dall'abitato per un periodo di quarantena. La chiesa godeva di rendite provenienti dai suoi terreni posti nel territorio di Prata per la sua manutenzione.
- La Cappella del Carmine- Borgo Medioevale: Attraversando “Porta Santi Ianni” incontriamo la Cappellina del Carmine costruita nel XVII secolo. È una chiesetta a pianta rettangolare che possiede un piccolo vano sagrestia ed è ornata da stucchi e affreschi settecenteschi di buona fattura. L'affresco posto sull'altare raffigura la Vergine del Carmelo Incoronata da angeli e adorata da santi, ai lati ci sono due affreschi più piccoli raffiguranti due angeli, mentre nella volta è ben visibile l'immagine dello Spirito Santo. La cappella attualmente è proprietà di un abitante di Prata.
- La Cappella dell'Annunziata- Borgo Medioevale: Posta ai piedi del Castello medioevale di Prata di fianco alle “Portelle” (una delle porte di accesso al Borgo), questa piccola cappellina costituiva fino ad una ventina di anni fa uno degli esempi degni di nota di architettura barocca del territorio pratese.

Appena dopo l’evento sismico del 1980, è avvenuta la distruzione di tutti gli stucchi con lo stemma e le relative epigrafi della famiglia proprietaria che abbellivano le pareti e l’altare completamente abbattuto. Sono rimaste solo casualmente ed in parte conservate una piccola acquasantiera ed una fontanina in ceramica coeve alla costruzione della chiesetta stessa. Oltre agli stucchi sono ancora oggi visibili in parte decorazioni pittoriche ad incorniciare la fontanina, posta in un piccolo vano sagrestia, ed il solaio allo stato attuale completamente sfondato. Appartenente alla famiglia Cenami ( “…de jurepatronatu familiae Cenami…” ), una delle famiglie più antiche presenti nel territorio pratese fin dai tempi del dominio longobardo; di questa chiesa si ha notizia fin dal 1664 nelle “Litterae ad Limina” della diocesi di Alife (relazioni annuali che tutti i vescovi d’Italia erano obbligati a presentare). Risulta mantenuta al culto fino al 1806. Allo stato attuale la cappella è praticamente un rudere privo di copertura ad utilizzato come deposito di mezzi agricoli.

### Archeologia Industriale
- Le cartiere e le fornaci: In località “Grotta”, sono visibili i locali e le strutture di una cartiera alimentata con energia elettrica e funzionante fino agli anni cinquanta. Oltre ad essa, altre cartiere e fornaci sono sorte nel territorio pratese, e svolgevano un ruolo fondamentale per l'economia del posto, soprattutto con le attività dell'indotto (legna per alimentare le caldaie e produrre energia e calce per l'impasto dal quale poi si produceva la carta con il relativo trasporto; la prima veniva ricavata dagli ampi boschi della zona, mentre la seconda era ricavata dalle calcare fatte da persone esperte).

Già prima del 1889 esistevano due cartiere di proprietà dei fratelli Procacciante, nelle quali si produceva la carta a mano e dove lavoravano circa venti persone, mentre nella fornace annessa vi lavoravano altri sette operai.
- Il mulino: Lungo il fiume Lete, nei pressi del ponte romano, in località Porta di Lete, possiamo ammirare un mulino ad acqua appena ristrutturato con i fondi dell'Unione Europe (anche se mai aperto al pubblico) che fino agli anni cinquanta svolgeva la funzione di macinare il grano e gli altri cereali. Il trasporto di questi materiali avveniva con il carretto o a dorso di asino o di mulo; a spalla per gli uomini e sulla testa per le donne facendo uso di sacchi.

Già dal 1500, lungo le rive del fiume, erano in funzione vari mulini ad acqua e, da un documento del 1810, si evince che all'epoca, in Prata, funzionava un mulino ad acqua di proprietà comunale con una rendita annua di 10 ducati. Dopo il recente intervento di ristrutturazione, l'edificio ospiterà un museo di archeologia industriale.

## Società

### Evoluzione demografica
Abitanti censiti

### Tradizioni e folclore
- 3 febbraio: San Biagio, benedizione dell'olio santo della gola[senza fonte]
- 12 maggio: Festa patronale di San Pancrazio con la solenne processione[senza fonte]
- primo lunedì di : festività di Santa Maria di Prata[senza fonte]
- 13 agosto: festività di Sant'Antonio (durante la processione i bambini del paese sfilano in abito monacale, come segno di devozione al santo)[senza fonte]
- terza domenica di settembre: festività della Beata Vergine dell'Addolorata (venerata nella chiesa di San Francesco, con la caratteristica processione notturna alla luce delle fiaccole)[senza fonte]

## Amministrazione
In seguito al R.D. n.1 del 2 gennaio 1927 il comune di Prata Sannita passò dalla Campania agli Abruzzi e Molise, alla provincia di Campobasso e vi restò fino all'11 giugno 1945 quando, in seguito a decreto legge luogotenenziale, passò di nuovo alla Campania, in provincia di Caserta.